# Энцефаляртос
Энцефаля́ртос, устар. Энцефала́рт (лат. Encephalartos) — род растений из группы саговников, семейства Замиевые (Zamiaceae). Распространены в экваториальной и южной Африке.
В эволюционном смысле это одно из самых примитивных голосеменных растений. В естественных условиях произрастают на открытых местах, встречаются в саваннах, на прибрежных песчаных склонах, некоторые виды расселились в горных лесах.

## Название
Научное родовое название происходит от др.-греч.  ἐγκέφαλος (мозг) и др.-греч.  ἄρτος (хлеб), поскольку крахмалистая сердцевина ствола некоторых видов энцефаляртоса традиционно использовалась для изготовления саго.

## Ботаническое описание
Медленно растущие двудомные пальмовидные невысокие растения, с толстыми стволами или без стволов.
Крупные листья растут мутовчато из вершины побега, или прямо из земли. Листья перисто-рассеченной формы кожистые, жёсткие. Листовые пластинки линейно-эпилептические, часто остроконечные, иногда зубчатые и колючие или покрытые волосками. На черешках бывают шипы. Новые листья появляются через два или три года.
Мужские и женские соцветия конусовидной формы размещаются в центре розеток листьев. Мужские шишки обычно цилиндрические, женские — яйцевидные.

## Значение и применение
Сердцевина ствола некоторых видов традиционно служила для получения крахмалистого продукта саго, используемого в пищу вместо хлеба местными племенами.
В настоящее время пищевое значение растения утрачено, многие виды культивируются как декоративные растения, некоторые как комнатные.
Все виды в дикой природе находятся под угрозой исчезновения.

## Виды

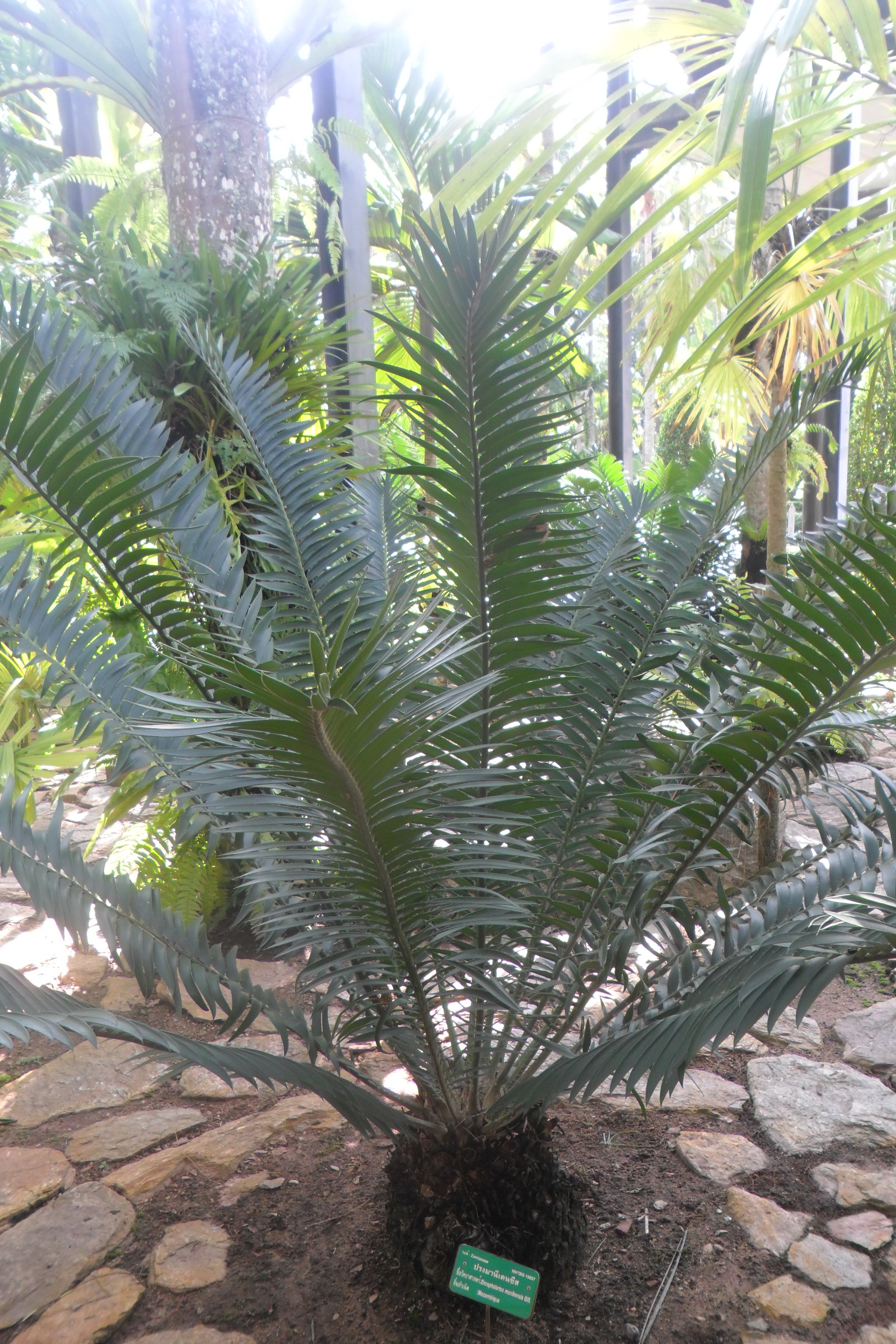
Encephalartos manikensis

По информации базы данных The Plant List (на июль 2016) род включает 68 видов, некоторые из них:
- Encephalartos altensteinii Lehm. — Энцефаляртос Альтенштейна
- Encephalartos arenarius R.A.Dyer
- Encephalartos barteri Carruth. ex Miq. — Энцефаляртос Бартера
- Encephalartos caffer (Thunb.) Lehm. typus[1] — Энцефаляртос кафрский
- Encephalartos concinnus R.A.Dyer & Verdoorn
- Encephalartos cupidus R.A.Dyer — Энцефаляртос преданный
- Encephalartos cycadifolius (Jacq.) Lehm.
- Encephalartos ghellinckii Lehm.
- Encephalartos gratus Prain — Энцефаляртос благородный
- Encephalartos horridus (Jacq.) Lehm. — Энцефаляртос ощетиненный
- Encephalartos inopinus R.A.Dyer
- Encephalartos lebomboensis Verd. — Энцефалартос лебомбонский
- Encephalartos middelburgensis Vorster
- Encephalartos sclavoi De Luca, D.W.Stev. & A.Moretti — Энцефаляртос Склаво
- Encephalartos trispinosus (Hook.) R.A.Dyer — Энцефаляртос колючий
- Encephalartos villosus Lem. — Энцефаляртос мохнатый
- Encephalartos whitelockii P.J.H.Hurter — Энцефаляртос Уайтлока
- Encephalartos woodii Sander — Энцефаляртос Вуда